# Ryfors
Ryfors er en by ved åen Tidan i Västergötland i Sverige, umiddelbart vest for Mullsjö i Mullsjö kommun i Jönköpings län.

## Historie
Ryfors bruk blev grundlagt i 1742 og i 1798 anlagdes en højovn, som var i drift frem til 1827. Siden anskaffelsen af en metalhammer i 1837 indledtes produktionen af råjern. Råjernsproduktionen ophørte i 1906.
Sidst i 1800-tallet overgik værket mere og mere til skovhugst, savværksdrift og kulproduktion. Værket kom i 1827 i slægten Sagers eje. Der blev også anlagt kraftstationer, som forsynede Mullsjö med elektricitet. Omkring år 1900-skiftet indkøbtes gårderne Margreteholm og Nääs og samtidig blev jordbrug en større del af værket, blandt andet som avlscentrum for Ayrshirekøer.
I 1919 blev værket opdelt i Ryfors Bruk Nedre, ejet af Robert Sager, og Ryfors Bruk Övre ejet af Edvard Sager. Siden 1988 ejes Ryfors Bruk Nedre af greve Adam Moltke-Huitfeldt, mens Ryfors Bruk Övre fortsat ejes af familien Sager.
I Ryfors anlagdes Sveriges første golfbane i 1888. Ryfors golfklubb har i dag anlæg på stedet.